# Roche Chugai
Roche Chugai est l’alliance de deux laboratoires pharmaceutiques qui développent et commercialisent conjointement le tocilizumab utilisé pour son action immunosuppressive dans la polyarthrite rhumatoïde.
En 2013, le groupe a généré un chiffre d'affaires de 46,7 milliards de francs suisses (38 milliards d'euros[Quand ?]). Depuis 2008, Roche est dirigé par Severin Schwan . 
Le tocilizumab commercialiser depuis décembre 2009 sous le nom Roche Chugai est lors de la pandémie de Covid-19, serait évalué comme moyen de lutter contre la « tempête de cytokine » qui est une cause importante de mortalité chez les patients sévèrement touchés par cette maladie. 

## Roche
Hoffmann-La Roche, ou Roche, dont le siège social est situé à Bâle, en Suisse, est l'un des plus importants groupes de recherche en soins de santé des secteurs pharmaceutique et du diagnostic. Son chiffre d'affaires en 2009 était de 49,051 milliards de francs suisses, dont 38,996 milliards proviennent de la vente de produits pharmaceutiques. Roche emploie quelque 80 000 personnes et vend ses produits dans plus de 180 pays. Les activités de recherche de Roche sont axées sur d'importants besoins médicaux insatisfaits liés à la prise en charge des maladies du système nerveux central et du système génito-urinaire, des troubles du métabolisme, de l'inflammation, des maladies osseuses, du cancer, des maladies vasculaires et de la virologie. Depuis le 4 mars 2014 Roche est dirigé par Christoph Franz.

## Chugai
Chugai est un laboratoire pharmaceutique japonais spécialisé dans les produits biotechnologiques et les secteurs thérapeutiques du cancer et des maladies rénales, osseuses et cardiovasculaires. En 2009, Chugai a inscrit des ventes de produits pharmaceutiques totalisant 428,95 milliards de yen (3,39 milliards d'euros) . Dans le même temps, Chugai a dépensé plus de 55 milliards de yen sur des activités de recherche-développement, surtout concentrées sur les anticorps thérapeutiques et les dérivés de la vitamine D. Chugai a investi dans des installations de recherche-développement aux États-Unis et en Europe, en plus d'établir des divisions de vente et de commercialisation en France, en Allemagne et au Royaume-Uni. Le groupe Chugai totalise 6 485 employés.